# Jakob Guttmann (Bildhauer)
Jakob Guttmann (geb. 1811 in Arad; gest. 28. April 1860 in Wien) war ein ungarischer Büchsenmacher, Bildhauer und Graveur.

## Leben und Werk
Zunächst war Guttmann als Büchsenmacher tätig, nebenher beschäftigte er sich mit Graveurarbeiten. 1833 ließ er sich in Wien nieder, wo er sich ausschließlich der Metallschneidekunst widmete. Mit Unterstützung des Staatskanzlers Fürst Metternich studierte er von 1837 bis 1840 an der Wiener Akademie Bildhauerei. Ein Profilporträt Josefs II., in Wachs bossiert, wurde als Akademiearbeit mit einem Preis ausgezeichnet. Eine Bronzestatuette des Freiherrn Salomon Rothschild (1844) verschaffte ihm ein Stipendium für einen Studienaufenthalt in Italien. In Rom lebte er von 1845 bis Herbst 1849. 1845 gehörte er dort zu den Gründern des Deutschen Künstlervereins. Später war er in London und Paris tätig, wo er 1857 geisteskrank wurde. 
In Rom entstand 1850 seine Marmorbüste von Papst Pius IX.; in Arad ein Grabdenkmal mit Porträtbüste für den Rabbi Aaron Chorin. Von seinen zahlreichen Porträtarbeiten sind ferner zu nennen eine Bronzestatuette des Freiherrn Anselm Rothschild, eine Büste und Statuette der Schriftsteller Adolf Bäuerle und Moritz Gottlieb Saphir (beide 1844).